# Martin Vajgl
Martin Vajgl (* 17. října 1973 Kutná Hora) je český hudebník, hráč na bicí nástroje, skladatel, textař. V průběhu let působil na scéně v mnoha předních domácích kapelách. Je autorem publikací a učebnic pro bubeníky a skladatelem elektroakustické hudby s výraznou složkou bicích nástrojů. V posledních letech se vrací i ke psaní rockové hudby a textů, výsledkem jsou mimo jiné dvě sólová autorská alba.

## Biografie
Martin Vajgl se narodil 17. října 1973 v Kutné Hoře a hudební vlohy začal projevovat od předškolního věku. Se vstupem na základní školu v LŠU nastoupil na hodiny akordeonu a bicích nástrojů. Jako hráč na bicí nástroje se pak uplatňoval v několika školních orchestrech a postupně se začal objevovat i v kapelách s dospělými spoluhráči, kam ho zvali jeho pedagogové ze ZUŠ – aktivní hudebníci v okresních souborech. V poměrně útlém věku tak získal praxi v nejrůznějších plesových kapelách a orchestrech, což mu dalo potřebnou zkušenost s nejrůznějšími styly a později ceněnou hráčskou univerzálnost. 
Po vstupu na kutnohorské gymnázium začal hrát v rockových kapelách. První z nich byla skupina z názvem Sial v roce 1989 a v roce následujícím se zúčastnil soutěže mladých kapel Rocksalón.
Další skupinou, kam Martin Vajgl přestoupil v roce 1990 byla heavymetalová kapela Motor. V této kapele se začal poprvé uplatňovat i jako autor hudby a textů.
Po absolutoriu gymnázia zahájil v roce 1992 studium Konzervatoře Jaroslava Ježka v Praze v oboru bicí nástroje.
V roce 1993 nastoupil do skupiny Klaxon a ve stejném roce také založil vlastní skupinu Bell, pro kterou většinovou měrou napsal repertoár. V závěru tohoto roku kapela nahrála své první album Líbat není hřích.
V roce 1994 Martin Vajgl přijal nabídku od pražské skupiny Vltava, která se v následujících letech stala pro mnoho posluchačů kultovním jménem domácí klubové scény. V kapele Vltava pak působil až do jejího prvního ukončení činnosti v roce 2003. V těchto letech kapela nahrála svá přelomová alba Šťastnej jako trám, Marx Engels Beatles a Když bozi zestárnou.
V tomto období Martin Vajgl spolupracoval také s dalšími interprety. V roce 1996 zahájil spolupráci se zpěvákem Lubošem Pospíšilem, v letech 1997–1999 hrál v jeho doprovodné kapele Bio-Graf, s níž natočil album Můžem si za to oba, v letech 1999–2003 působil i v nové doprovodné formaci Luboše Pospíšila LPG, kdy společně nahráli album Hazardní slavnost. V roce 2003 také účinkoval na koncertech Chrise Brubecka a Baryho Masona a vystupoval příležitostně s Českým národním symfonickým orchestrem.
V roce 2000 Martina Vajgla oslovila s nabídkou spolupráce skupina Wanastowi Vjecy pro své nové album Hračky. Se skupinou pak spolupracoval i na dalším projektu s názvem Torpédo, ze kterého vznikla stejnojmenná deska, vydaná v roce 2006 i koncerty v letech 2007–2008. Součástí turné byl i obří koncert v Sazka Aréně (O2 Aréna) u příležitosti dvacátého výročí skupiny. 
V období let 2000–2008 Martin Vajgl fungoval i jako studiový hráč. Často v té době spolupracoval se studiem SONO. V těch letech nahrál řadu alb i jednotlivých snímků včetně reklamní hudby. Z interpretů, na jejichž nahrávkách se podílel, to jsou například Kamil Střihavka, Michal Pavlíček, Michal Dvořák, Lenka Nová, Oskar Petr, Zuzana Navarová, Petr Ostrouchov, nebo Čechomor, od kterého v roce 2003 dostal nabídku ke stálému angažmá.
V té době se ale Martin Vajgl domluvil na spolupráci s kapelou -123min a následujících pět let společně koncertovali doma i v zahraničí. Z jejich spolupráce se zrodilo koncertní album XL LIVE a studiové album Mom.
V roce 2008 se znovu opakovala nabídka od kapely Čechomor a tentokrát ji přijal. Na následující čtyři roky oblékl barvy této kapely a následovala velká řada společných koncertů v Čechách a na Slovensku, stejně jako zájezdy do USA, Velké Británie, Kanady, Číny i Mongolska. S kapelou Čechomor natočil tři alba Pověstí z hradů a zámků, album Místečko a koncertní DVD Čechomor v Národním.
V roce 2008 také Martin Vajgl představil instrumentální projekt s vlastními elektroakustickými skladbami a výraznou složkou bicích nástrojů s názvem Drumwave. V listopadu téhož roku se konalo koncertní turné projektu, na němž je pořízen i materiál pro pozdější DVD Evening For The Advanced V roce 2011 pak vydal album 2nd Wave For Sophisticated Junkies a v roce 2014 následovala další podoba projektu Drumwave a vyšlo album Disgraffiti.
V letech 2007–2010 se Martin Vajgl kromě koncertní činnosti věnoval intenzivně také realizaci původní české videoškoly pro bubeníky (Bicí souprava – proč, jak a co cvičit, nakl. Muzikus), která v uvedených letech postupně vycházela v celkem čtyřech DVD dílech. Předcházela jim notová učebnice Etudy pro malý buben (2001 nakl. Muzikus) a sérii výukových materiálů doplňovala v roce 2015 učebnice Etudy pro bicí soupravu (nakl. Frontman). V roce 2022 k vydaným publikacím přibyl nový titul s názvem Rytmy a breaky pro bicí soupravu (nakl. Frontman).
V rozmezí let 2006–2014 se Martin Vajgl také často věnoval aktivitám v oblasti bubenických workshopů a výukových seminářů.
V roce 2010 ohlásila návrat na scénu kapela Vltava a Martin Vajgl se opět objevil v jejích řadách. Natočili společně nové album Komedianti se vracejí domů. V tomto období účinkoval také se skupinou November 2nd a stejně jako v druhé půli devadesátých let tak znovu fungoval ve více kapelách zároveň.
V květnu 2013 nastoupil Martin Vajgl do skupiny Olympic. Hned v tomto roce vydali album Souhvězdí šílenců, následované o rok později albem Souhvězdí drsňáků a v roce 2015 byla trilogie dokončena albem Souhvězdí romantiků. V roce 2017 kapela oslavila v O2 Aréně výročí 55 let své existence a ze záznamu tohoto koncertu vyšlo DVD Olympic 55. Kapela v těchto letech provozovala intenzivní koncertní činnost. 
V roce 2017 vyšlo Martinu Vajglovi sólové album Zakopaný romance, na kterém se vracel k nerealizovanému pop-rockovému materiálu z 90. let. 
V roce 2018 kapele Olympic vyšla nová deska Trilobit a po 25 letech se také dala znovu dohromady kapela Motor, aby natočila LP s retrospektivním materiálem z dob svého působení. Vinylové vydání vyšlo pod názvem Motor Music: Déja Vu. 
Rok 2019 byl ve znamení neutuchající koncertní aktivity Olympicu a projekt Zakopaný romance se připomněl singlem Nikdy nezahoď lásku.
V roce 2020 kapela Olympic nahrála nové album Kaťata.
Pro rok 2023 Martin Vajgl připravil nové autorské album Moc to neprožívej! Deska vychází ve vydavatelství Supraphon a.s. na CD, na digitálních platformách a v limitované edici také jako 180g vinyl LP. 

## Diskografie

### Skupina Bell
- 1995 Líbat není hřích

### Skupina Vltava
- 1996 Šťastnej jako trám
- 1998 Marx Engels Beatles
- 2000 Když bozi zestárnou
- 2001 Best Of
- 2011 Komedianti se vracejí domů
- 2019 Náklad štěstí

### Luboš Pospíšil
- 1998 Můžem si za to oba
- 2001 Hazardní slavnost
- 2001 20 největších hitů
- 2004 Klub osamělých srdcí
- 2021 Poesis beat

### Wanastovi Vjecy
- 2000 Hračky
- 2001 Ty nejlepší věci
- 2006 Torpédo

### Kamil Střihavka
- 2002 Woo–Doo

### Lenka Nová
- 2003 Nová deska

### Oskar Petr
- 2003 Fabrica Atomica

### Michal Pavlíček
- 2003 In Celebr. of Freedom

### -123Min
- 2005 XL Live
- 2005 Mom

### Mercurial C. Jones
- 2006 Find Rust With Hand Held Lens

### Čechomor
- 2008 Pověsti moravských hradů
- 2009 Pověsti českých hradů
- 2009 Pověsti slezských hradů
- 2010 Písně z hradů a zámků
- 2011 Místečko
- 2011 V Národním

### Michal Horáček
- 2008 Ohrožený druh

### Drumwave
- 2009 Evening For The Advanced
- 2014 Disgraffiti

### Martin Vajgl
- 2011 2nd Wave For Sophisticated Junkies
- 2017 Zakopaný romance
- 2023 Moc to neprožívej![1]

### Mirek Tabák
- 2014 Černej pasažér

### Aleš Brichta Trio
- 2014 Papírovej drak

### Milan Princ
- 2018 Pozdní hodina

### Motor Music
- 2018 Déjá Vu

### Martin Vajgl/Tereza Chovítová
- 2019 Nikdy nezahoď lásku

### Olympic
- 2013 Souhvězdí šílenců
- 2014 Souhvězdí drsňáků
- 2015 Souhvězdí romantiků
- 2018 Trilobit
- 2020 Kaťata
- 2022 Olympic 60 – Pozn.: Limitovaná edice